# Ingimer
Ingimer (en llatí Inguiomerus) era germà de Sigimer i oncle d'Armini el rei dels queruscs, Inicialment aliat romà, després va donar suport al seu nebot Armini.
La dona d'Armini, Thusnelda, va ser feta presonera pels romans i guardada per servir al triomf de Germànic a Roma. El general romà va avançar i Armini va retrocedir però no va presentar batalla oberta i quan ho va fer estava en millors condicions i va rebutjar a Germànic cap al Rin. Armini també va derrotar a una divisió romana sota el comandament d'Aulus Cecina Sever. L'endemà al matí Armini va ordenar no atacar, però Ingimer es va avançar i va iniciar l'atac i fou derrotat i els romans es van poder retirar al darrere del riu.
L'any 16 els romans es van presentar a la zona del riu Weser vora les terres altes veïnes. Armini es va disposar a la batalla, coneguda com la batalla d'Idistavisus Campus i la va lliurar amb eficàcia però la disciplina i la direcció de Germànic es van imposar i Armini va ser derrotat a la plana de l'Isiditavisus, i va quedar rodejat. Armini i Ingimer, que amb les seves actuacions havia propiciat la derrota, es van poder escapar per molt poc.
Aquest mateix any va esclatar la lluita entre els queruscs i les tribus dels sueus dirigits per Marobod (Marobodus, Marbod). Ingimer, es va passar al bàndol enemic, però Armini va derrotar els sèmnons i longobards, segons diu Tàcit als Annals. Ingimer ja no torna a ser esmentat.